# Pimpi, piccolo grande eroe (videogioco)
Pimpi, piccolo grande eroe (Piglet's Big Game) è un videogioco d'azione e avventura del 2003 sviluppato dalla software house francese Doki Denki Studio. Destinato a un pubblico più giovane, il titolo è basato sulla versione Disney del franchise di Winnie the Pooh. Si ispira liberamente ispirato all'omonimo film e ruota attorno a Pimpi e a come cerca di superare le sue paure.
Le versioni per GameCube, PlayStation 2 e Game Boy Advance presentano sette livelli incentrati su Pimpi che entra nei sogni dei suoi amici per aiutarli a risolvere i loro problemi. In alcuni luoghi si possono incontrare nemici come Effalumpo e Noddole, e Pimpi deve fare una smorfia per spaventarli. È stato pubblicato anche un gioco separato per PC, un'avventura punta e clicca in cui Pimpi aiuta Tappo a preparare la zuppa per i suoi amici.
Anni dopo la discreta uscita iniziale, le versioni per GameCube e PlayStation 2 divennero un fenomeno virale online nel 2024, quando la musica e il gameplay furono paragonati a quelli delle serie di Resident Evil e Silent Hill. In mezzo a questa nuova attenzione, il regista Pascal Stradella confermò che Resident Evil era stato fonte di ispirazione per il gioco.

## Trama

### Versioni GBA, GC, PS2
Il gioco inizia con Pimpi che osserva Winnie the Pooh cercare di raggiungere un alveare, Ro che cerca di raccogliere una palla incastrata in un albero, Uffa che cerca di ricordare dove si trova il suo libro dei ricordi, Tappo che pianta le sue carote, Ih-Oh che vive le sue solite giornate uggiose e Tigro che dipinge la sua casa per assomigliargli. Nel frattempo, Pimpi viene spaventato da un mostro oscuro chiamato Granosauro, ma scompare prima che i suoi amici possano vederlo. Christopher Robin gli dice che faceva parte della sua immaginazione e che deve superare le sue paure. Tuttavia, Pimpi dice che gli eroi dovrebbero essere grandi e coraggiosi, e poiché lui è l'opposto, è convinto che non diventerà mai un eroe.
Mentre Pimpi lascia tristemente il Bosco dei 100 Acri, i suoi amici iniziano ad addormentarsi facendo ciò che Pimpi li ha visti fare. Nello stesso momento, Pimpi scopre un misterioso telescopio (portali onirici nella versione GBA) che lo porta magicamente a entrare nei loro sogni e inizia ad aiutarli con i loro problemi, come dare il miele a Pooh, aiutare Ro a trovare la sua palla, cercare il libro dei ricordi di Uffa, aiutare Ih-Oh a trovare i colori, aiutare Tappo a raccogliere le sue carote e trovare le strisce mancanti di Tigro. Lungo la strada, si scontra con molti tipi di Effalumpo, Noddole, alberi viventi e una porta senziente.
Dopo averli aiutati tutti, il Bosco dei 100 Acri viene allagato e Pimpi cerca di salvare i suoi amici, che sono intrappolati su delle isole con Effalumpo e Noddole. Una volta che Pimpi salva tutti, appare il Granosauro, ma Pimpi riesce a spaventarlo. Arriva Christopher Robin e, dopo aver appreso del coraggio e dell'eroismo di Pimpi, organizza un picnic per festeggiare.

### Versione PC
Pimpi fa visita a casa di Tappo, dove Tappo è impegnato a preparare la zuppa per i suoi amici. Decide di aiutarlo a raccogliere gli ingredienti per la zuppa dai suoi amici per aiutarlo a finirla. La lista degli ingredienti comprende miele, cardi, latte, pepe, mais e una verdura a caso dal giardino di Tappo; Winnie the Pooh avrebbe dovuto portare il miele, Ih-Oh i cardi, Kanga e Ro avrebbero dovuto portare il latte e Uffa il pepe, ma nessuno di loro è tornato con gli ingredienti. Dopo che Pimpi porta tutti gli ingredienti a Tappo, tutti (tranne Kanga e Ro) arrivano per la festa, quindi Tappo lascia a Pimpi il compito di preparare la zuppa. Una volta terminata la zuppa, tutti si riuniscono attorno a un tavolo da picnic per mangiare e ringraziare Pimpi per il suo aiuto.

## Modalità di gioco

### Versioni GBA, GC, PS2
Pimpi, piccolo grande eroe presenta sette livelli incentrati su Pimpi che entra nei sogni dei suoi amici per aiutarli con i loro problemi. Nemici come Effalumpo, Noddole, alberi spaventosi, una porta parlante e specchi ambulanti (presenti solo nella versione per GBA) possono essere incontrati in determinati luoghi e Pimpi deve usare Brave Faces (facendo una smorfia) per spaventarli. Questo può essere fatto completando un codice mostrato in fondo allo schermo. Alcuni nemici hanno abilità che possono ostacolare i tentativi di Pimpi di spaventarli. Un nemico che si avvicina troppo a Pimpi lo farà spaventare. In questo caso, Pimpi può trovare un palloncino di Christopher Robin per consolarlo. I biscotti possono essere usati per acquistare diverse Brave Faces da usare; questi biscotti sono nascosti dentro o dietro oggetti fissi (cinque in ogni oggetto) e possono essere raccolti calciando gli oggetti in questione.
Alcuni livelli includono una parte in cui il giocatore può giocare nei panni di un altro personaggio che può aiutare Pimpi a progredire in una missione. Tigro è giocabile nei sogni di Ro e Tappo, e i suoi segmenti di livello lo vedono costretto a sgattaiolare oltre gli Effalumpo e le Noddole per rimanere fuori dal loro campo visivo. Winnie the Pooh è giocabile nei sogni di Uffa e Tigro, e i suoi segmenti di livello lo vedono costretto a scappare dagli Effalumpo e dalle Noddole (dopo che questi hanno sentito il suo pancino brontolare) per poter completare un incarico per Pimpi.

### Versione per PC
Tale versione si concentra su uno stile di avventura punta e clicca. Pimpi ha la possibilità di spostarsi in luoghi diversi e raccogliere oggetti. Sono disponibili anche diversi minigiochi, come il minigioco di pittura che si svolge nella casa di Ih-Oh; il giocatore può non solo dipingere sul cavalletto di Ih-Oh, ma anche dipingere quadri dall'album di Pimpi.

## Doppiaggio
| Personaggio        | Doppiatore inglese | Doppiatore italiano  |
| ------------------ | ------------------ | -------------------- |
| Pimpi (Piglet)     | John Fiedler       | Luca Dal Fabbro      |
| Winnie the Pooh    | Jim Cummings       | Marco Bresciani      |
| Tigro (Tigger)     | Jim Cummings       | Luca Biagini         |
| Tappo (Rabbit)     | Ken Sansom         | Valerio Ruggeri      |
| Uffa (Owl)         | Andre Stojka       | Massimo Corvo        |
| Kanga              | Kath Soucie        | Aurora Cancian       |
| Ro (Roo)           | Nikita Hopkins     | Gabriele Patriarca   |
| Ih-Oh (Eeyore)     | Peter Cullen       | Paolo Buglioni       |
| De Castor (Gopher) | Michael Gough      | Edoardo Nevola       |
| Christopher Robin  | Tom Wheatley       | Niccolò De Leonardis |
| Narratore          | Laurie Main        | Michele Kalamera     |

## Accoglienza
| Testata                          | Versione      | Giudizio |
| -------------------------------- | ------------- | -------- |
| Metacritic (media al 09-12-2019) | GameCube      | 70%      |
| Edutaining Kids                  | PC            | A-       |
| GameSpot                         | GameCube      | 7/10     |
| IGN                              | PlayStation 2 | 7/10     |
| IGN                              | GameCube      | 7/10     |
| IGN                              | GBA           | 6.5/10   |
| Jeuxvideo.com                    | GameCube      | 11/20    |

Pimpi, piccolo grande eroe ha ricevuto recensioni miste dalla stampa specializzata. La versione per GameCube ottenne una percentuale Metacritic del 70% basato su quattro recensioni. Jeuxvideo.com lo ha descritto come un "gioco d'avventura per bambini abbastanza divertente e per niente difficile", elogiandone l'atmosfera infantile e colorata, fedele alla serie Disney di Winnie the Pooh. I critici hanno concordato sul fatto che il gioco fosse principalmente rivolto a un pubblico più giovane e non risultasse attraente per i giocatori più grandi.
IGN ha elogiato la qualità della grafica e del doppiaggio e ha considerato il gioco eccellente per un pubblico molto giovane, in quanto offriva sfide semplici ma divertenti. Tuttavia, ha trovato la raccolta dei biscotti un po' frustrante, poiché sparivano un po' troppo velocemente quando il giocatore cercava di recuperarli. Tuttavia, considera questo un aspetto positivo del gioco. Inoltre elogia le fasi di combattimento per la loro non violenza, rendendole perfettamente adatte a un pubblico più giovane. Ancora IGN sottolinea la qualità delle ambientazioni e dei personaggi, affermando che è stata prestata loro "molta attenzione". Anche GameSpot elogia in generale la qualità, affermando che "raggiunge un livello qualitativo raramente visto in un gioco per bambini e che la direzione artistica del gioco riesce davvero a impressionare persone al di fuori della fascia d'età target". Inoltre rileva che ogni mondo "ha un tema unico, a volte surreale".
La colonna sonora del titolo è stata ben accolta. GameSpot ne è rimasto colpito e apprezza il fatto che il gioco utilizzi gli stessi doppiatori del film su cui è basato. IGN elogia la narrazione, che si integra molto bene con il gioco e fornisce informazioni utili al giocatore. Apprezza anche la musica, "a volte comica, a volte leggermente inquietante quando il giocatore incontra un nemico".
Un'unica recensione disponibile riguarda la versione PC. Edutaining Kids ha lodato diverse funzionalità tra cui l'aspetto dell'avventura / esplorazione (anziché utilizzare uno schermo principale, il gioco è lineare) e molte delle attività (come la miscelazione dei colori, che hanno detto che offre un'incredibile varietà di sfumature), ma hanno osservato che è troppo breve e che Kanga e Ro sono assenti.